# Sefa Durmuş
Sefa Durmuş (* 2. Juni 1991 in Bayburt) ist ein türkischer Fußballspieler.

## Karriere
Durmuş begann seine Vereinsfußballkarriere 2000 in der Jugend von Bayburt Telekomspor und durchlief später die Jugendabteilungen von Bayburt Grup Özel Idare GSK und Gümüşhanespor. 2009 wurde er mit einem Profivertrag ausgestattet und in den Profikader aufgenommen. Bis zum Saisonende absolvierte er eine Ligabegegnung. 
Zum Frühjahr 2013 wechselte er zum Drittligisten Fethiyespor. Die Saison 2012/13 beendete er mit seiner Mannschaft als Meister der TFF 2. Lig und stieg damit in die TFF 1. Lig auf.
Nach dem Aufstieg mit Fethiyespor wechselte er zum Viertligisten Erzincan Refahiyespor.

## Erfolge
Mit Fethiyespor
- Playoffsieger der TFF 2. Lig: 2012/13
- Aufstieg in die TFF 1. Lig: 2012/13